# Pseudosamanea cubana
Pseudosamanea cubana là một loài thực vật có hoa trong họ Đậu. Loài này được (Britton & Rose) Barneby & J.W. miêu tả khoa học đầu tiên.